# Procura generale della Repubblica dell'Azerbaigian
La Procura generale della Repubblica dell'Azerbaigian è un unico organismo centralizzato basato sulla subordinazione dei procuratori territoriali e specializzati al Procuratore Generale della Repubblica dell'Azerbaigian. Ai sensi dell'articolo 133 della Costituzione della Repubblica dell'Azerbaigian, la Procura generale, in conformità con la legge, esercita il controllo sull'esecuzione delle leggi, nonché nei casi previsti dalla legge, intenta le cause penali e fa delle inchieste, cause e può protestare anche la decisione della corte.

## Storia
Il 18 ottobre 1918, nel primo anno dell'indipendenza della Repubblica democratica dell'Azerbaigian, il Consiglio dei ministri adottò i regolamenti sulla Camera giudiziaria dell'Azerbaigian. Durante gli anni dell'ADR (Repubblica democratica dell'Azerbaigian), i procuratori generali, così come i ministri della giustizia, furono Fatali Khan Khoyski, Khalil bey Khasmammadov, Aslan bey Safikurdski e Teimur bek Makinski. La composizione della Camera giudiziaria dell'ADR comprendeva tutti gli uffici del procuratore dei tribunali di Baku e Ganja. Dopo il crollo dell'ADR il 28 aprile 1920, la Procura generale, come tutti gli altri organi statali, fu abolita.
11 luglio 1922 fu adottato un decreto "Sulla Procura generale statale della Repubblica Socialista Sovietica Azera", e quindi è stato creato la Procura generale sovietica. Durante il periodo della Comune di Baku, A. Garayev, S. Chivanov, B. Veliibeyli, G. Gadjiev, Y. Mamedov erano i commissari della giustizia popolare, che erano anche procuratori generali.
Nel 1936 la Procura generale della Repubblica Socialista Sovietica Azera si ritirò dalla giurisdizione del Commissariato popolare di Giustizia, e già subordinando solo alla Procura generale della URSS iniziò la sua attività quasi indipendente.
Nel 1955, il 24 maggio, furono adottati i regolamenti sulla supervisione del procuratore nell'URSS, che svolse un ruolo importante nello sviluppo del sistema penale. Il 30 novembre 1979, fu adottata la legge di URSS "sulla Procura", che servì come Statuto, e le attività della Procura furono svolte sulla base di questa legge.
Nel 1991, l'Azerbaigian ha riacquistato la sua indipendenza e non esisteva un singolo sistema giudiziario. Il 7 dicembre 1999 è stata adottata la legge "sulla Procura", che rifletteva tutte le disposizioni sull'organo statale.

## Procuratore generale
Il capo della Procura generale è il Procuratore generale.
Il Procuratore generale può diventare un cittadino della Repubblica dell'Azerbaigian che ha compiuto 30 anni, che ha un'istruzione giuridica superiore, ha il diritto di partecipare alle elezioni e parla correntemente la lingua statale della Repubblica dell'Azerbaigian.
Il Procuratore generale non può svolgere alcuna attività (imprenditoriale, commerciale o altra attività remunerata), tranne che per scopi scientifici, pedagogici e creativi.
Il capo della Procura generale è nominato e revocato dal presidente della Repubblica dell'Azerbaigian con il consenso del Assemblea nazionale, mentre i suoi deputati sono nominati e licenziati dal Presidente della Repubblica su proposta del Procuratore generale. Altri procuratori territoriali e specializzati sono nominati e licenziati dal Procuratore generale della Repubblica dell'Azerbaigian con la consultazione e l'accordo obbligatorio con il Presidente della Repubblica.
Poteri del procuratore generale includono l'organizzazione delle attività dell'ufficio del procuratore, la presentazione di proposte per l'istituzione o la liquidazione delle Procure, l'approvazione delle strutture di altre Procure, la convocazione del collegio della Procura della Repubblica, Procura militare, Procura della Repubblica autonoma di Nakhichevan, così come altre Procure, la conclusione di trattati internazionali con le forze dell'ordine di altri paesi e organizzazioni internazionali, ecc.
Il dovere del procuratore generale include anche l'informazione dell'Assemblea nazionale, così come del presidente della Repubblica, sulle attività della Procura generale.
Il procuratore generale ha un consiglio consultivo-scientifico, la cui composizione è approvata dal Procuratore generale. Il regolamento del consiglio è anche approvata dal Procuratore generale.

## Collegio della Procura generale
L'organo consultivo della Procura generale è il Collegio, che è anche presieduto dal procuratore generale. Oltre al procuratore generale, il collegio comprende i sostituti del procuratore generale.
Le riunioni dell'organo consultivo della Procura generale sono convocate dal procuratore generale. Durante le sedute vengono discusse le attività della Procura generale, la lotta contro la criminalità, i progetti di atti e ordini, così come altri documenti importanti. Tutti i membri del Consiglio hanno pari diritti durante la votazione.

## Struttura amministrativa
- Gestione per la lotta alla corruzione sotto la procura generale
- Gestione della ricerca di reati gravi
- Gestione di controllo investigativo in Procura
- Gestione di controllo sull'esecuzione delle leggi nell'attività degli organi inquirenti e operativo-investigativi interni
- Gestione di controllo sull'esecuzione delle leggi nell'attività degli organi inquirenti e operativo-investigativi del ministero delle tasse e della giustizia e del comitato doganale statale
- Gestione di controllo sull'esecuzione delle leggi nell'attività degli organi inquirenti e operativo-investigativi del ministero per le situazioni di emergenza e del servizio di sicurezza e del servizio di guardia della frontiera
- Gestione per la tutela dei processi pubblici
- Gestione della considerazione di domande e di messaggi
- Gestione organizzativo e analitico
- Gestione di risorse umane
- Gestione delle relazioni internazionali
- Gestione di supporto legale e informazioni
- Gestione di tecnologie dell'informazione e della comunicazione
- Gestione di ricerca e formazione
- Ufficio stampa
- Gestione di materiale e supporto tecnico[7]